# Ptilins
Els ptilins (Ptiliinae)n són una subfamília de diminuts coleòpters polífags de la família dels Ptiliidae.

## Taxonomia
Els ptilins es subdivideix en quatre tribus:
- Discheramocephalini
- Nanosellini
- Ptiliini
- Ptinellini